# Thorsten Karge

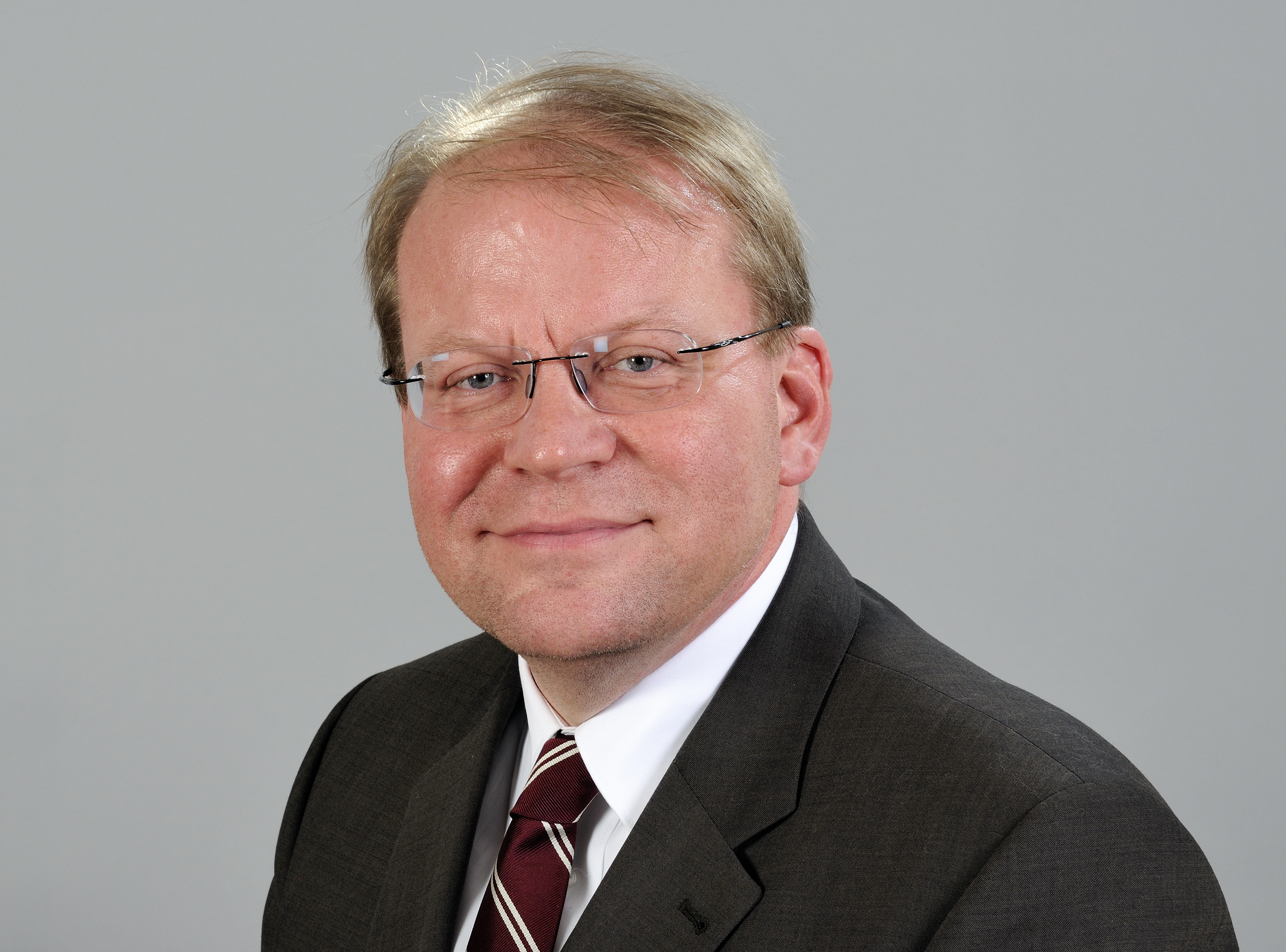
Thorsten Karge (2013)

Thorsten Karge (* 20. Oktober 1964 in Berlin)  ist ein deutscher Politiker und Unternehmensberater.

## Leben
Thorsten Karge studierte Wirtschaftsingenieurwesen in Berlin. Nach dem Ende des Studiums 1991 war Karge als Unternehmensberater tätig. Seit 1994 ist Karge Geschäftsführer der Pari-Personal GmbH.
Neben seiner beruflichen Tätigkeit wurde Karge kommunalpolitisch tätig, trat 1985 in die SPD ein und wurde für seine Partei u. a. Abteilungsvorsitzender der Abteilung Märkisches Viertel (Reinickendorf) und Bezirksverordneter. Am 18. September 2011 gelang Karge bei der Wahl zum Abgeordnetenhaus von Berlin 2011 der Einzug als Abgeordneter. Er war forschungspolitischer Sprecher der SPD-Fraktion und Mitglied in den Ausschüssen für Inneres, Verfassungsschutz und Wirtschaft. 2016 schied er aus dem Abgeordnetenhaus aus.
Am 21. März 2017 hat ihn die Wahlkreiskonferenz der SPD Reinickendorf zum Bundestagsdirektkandidaten der SPD für den Bundestagswahlkreis 77 (Berlin-Reinickendorf) gewählt.
Im Jahr 2020 trat er aus der SPD aus, da diese ihm zu sehr nach links gerückt sei.